# Carex dumanii
Carex dumanii är en halvgräsart som beskrevs av Ernest Lepage. Carex dumanii ingår i släktet starrar, och familjen halvgräs. Inga underarter finns listade i Catalogue of Life.